# Salipada Pendatun
Salipada Pendatun (Pikit, 3 december 1912 - 26 januari 1985) was een Filipijns politicus . 

## Biografie
Salipada Pendatun werd geboren op 3 december 1912 in Pikit in de Filipijns provincie Cotabato. Hij voltooide in 1938 een bachelorstudie rechten aan de University of the Philippines en slaagde in januari 1939 voor het toelatingsexamen van de Filipijnse balie. Direct daarna werd Pendatun benoemd in de provinciale raad van Cotabato. In 1940 werd hij gekozen voor dezelfde positie. Tijdens de Tweede Wereldoorlog leidde Pendatun het verzet in de provincie. Aan het einde van de oorlog ontving hij hiervoor diverse onderscheidingen.
In 1945 werd hij door president Sergio Osmeña benoemd tot gouverneur van de provincie Cotabato. Bij de verkiezingen van 1946 werd hij gekozen in de Senaat van de Filipijnen. In zijn termijn in de Senaat die duurde tot 1949 was hij onder meer voorzitter van een drietal senaatscommissies. Na zijn periode als senator was Pendatun van 1950 tot 1953 technisch adviseur van president Elpidio Quirino.
Bij de verkiezingen van 1957 werd Pendatun namens het kiesdistrict van Cotabato gekozen in het Filipijns Huis van Afgevaardigden. In 1957, 1961, 1965 en 1969 werd hij herkozen waardoor zijn termijn in het Huis eindigde in 1972. Van 1984 tot 1985 was Pendatun een van de leden van deze Batasang Pambansa, het Filipijns parlement dat vanaf 1978 het Filipijns Congres verving dat enkele jaren eerder, in 1972, door president Ferdinand Marcos was opgeheven. Hij was in het parlement de Speaker protempore (plaatsvervangend voorzitter van het parlement).
Pendatun overleed in 1985, voor het einde van zijn termijn, op 72-jarige leeftijd. Hij was getrouwd met Aida Farrales en kreeg met haar vijf kinderen. Pendatun kreeg als praktiserend moslim speciaal toestemming van de paus om zijn vrouw in de rooms-katholieke kerk te trouwen.

### Boeken
- Eugene Espinoza (1966), 50 years of Philippine autonomy the golden jubilee of the first Philippine Legislature 1916-1966, Philippine Historical Association
- The Philippine Officials Review (1967), M & M Publications, Pasay
- D. H. Soriano, Isidro L. Retizos (1981), The Philippines Who's who, 2nd ed. Who's Who Publishers, Manilla
- Remigio Agpalo, Bernadita Churchill, Peronilla Bn. Daroy en Samuel Tan (1997), The Philippine Senate, Dick Baldovino Enterprises

### Websites
- Online Roster of Philippine Legislators, website Filipijns Huis van Afgevaardigden (geraadpleegd op 26 juli 2015)
- Biografie Salipada Pendatun, website Senaat van de Filipijnen (geraadpleegd op 26 juli 2015)
- Chan Robles Law Firm, Lijst met Filipijnse advocaten - P, website Chan Robles Law Firm (geraadpleegd op 26 juli 2015)
- NHCP unveils the Salipada K. Pendatun monument and historical marker, website National Historical Commission of the Philippines (31 maart 2014)